# Okapi Vadrezervátum
Az Okapi Vadrezervátum a Kongói Demokratikus Köztársaság északkeleti részén fekvő Orientale tartományban található Ituri erdőségben fekszik, melynek nagyjából egyötödét foglalja el. A rezervátum területe 13 726 km².

## Története
A Kongó-medence, melynek a rezervátum és az erdőség is részét képezi, Afrika egyik legnagyobb vízgyűjtő területe. A rezervátumban veszélyeztetett főemlősök és madarak élnek. Becslések szerint a vadon élő kb. 20 000–30 000  okapiból 5000 él a parkban. A parkban több nagyszerű természeti látványosság is található, mint például az Ituri és Epulu folyók vízesései. A rezervátumban a nomád pigmeus mbuti és efe népcsoportok vadászai élnek. A parkot 1996-ban vették fel az UNESCO Világörökség Listájára, majd nem sokkal ezután, 1997-ben a veszélyeztetett világörökségi helyszínek listájára került. 
Az Okapi Vadrezervátum számára a fő fenyegetést az erdőirtás, – melyet főként mezőgazdasági területek szerzése érdekében, erdőkivágással és -égetéssel okoztak – valamint a kereskedelmi  célú vadhús vadászat jelentette. Az aranybányászat szintén hátrányosan érintette a területet. 2005-ben az ország keleti részében folyó harcok átterjedtek a rezervátum területére, mely miatt a park személyzetének menekülnie kellett. Miközben a helyi mbuti és bantu lakosság hagyományosan tiszteli az erdőt és vadjait, a területre érkező emberek nem érzik ugyanezt a fajta kapcsolatot a földdel. A Kongói Demokratikus Köztársaság elmaradott politikai és gazdasági állapota következtében anyagi források nem álltak rendelkezésre a terület minden igényt kielégítő védelmére. Remények szerint a területre érkező ökoturizmus fejleszthető és ez hozzájárul a növekvő anyagi forrásokhoz és környezettudatossághoz.

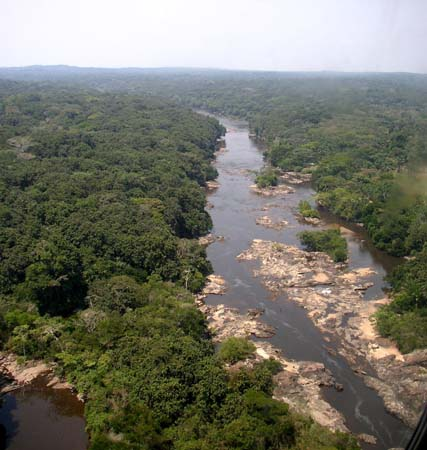
Az Epulu folyó

## Természetvédelem
Mint a park neve is utal rá a rezervátum otthont nyújt számos okapinak  Az 1996-os becslések az okapik számát 3900–6350-ra tették a világ teljes populációjából. A parkban található az Epulu folyó mellett az Epulu Természetvédelmi és Kutató Központ. Ennek története 1928-ra nyúlik vissza, amikor a tábort az amerikai Patrick Putnam antropológus megalapította.  A tábor eredetileg befogó állomás volt, ahonnan a befogott vad okapikat európai és amerikai állatkertekbe szállították. Ma ugyanezt a feladatot látja el, habár teljesen más módszertannal. Az elfogott okapikat a táborban pároztatják, és csak az utódokat szállítják állatkertekbe, mivel felismerték, hogy így sokkal nagyobb túlélésük esélye. Még így is nagyon kevés állatot exportálnak, mindössze a fogva tartott populáció genetikus életképességéhez szükséges számút. A központ fontos kutató és természetvédelmi munkát is végez.
Az okapik mellett a rezervátumban számos más érdekes vagy veszélyeztetett állatfaj él, például az erdei elefánt, vagy legalább 13 különböző faj a majomalkatúak közül. A rezervátumban nomád mbuti pigmeusok és bennszülött bantu parasztok is élnek.

## Külső hivatkozások
- Kormányportál: l'Institut Congolais pour la Conservation de la Nature (ICCN)
- UNESCO, Okapi Vadrezervátum
- UNESCO Adatlap
- Az Okapi Vadrezervátum vadőreinek blogjai